# 宝塚市立安倉北小学校
宝塚市立安倉北小学校（たからづかしりつあくらきたしょうがっこう）は、兵庫県宝塚市にある公立小学校。

## 歴史
- 昭和58年 開設（安倉小学校・長尾小学校から分離）
- 昭和59年 アスレチック遊具完成
- 昭和61年 花壇完成
- 昭和63年 日時計完成
- 平成6年　増築工事竣工（多目的スペース）
- 平成10年 エレベータ竣工
- 平成13年 ビオトープ完成
- 平成14年 創立20周年
- 平成15年 コンビネーション遊具完成
- 平成24年 創立30周年

## 設備
全館に防音および冷暖房が設置されている（大阪国際空港の騒音関連対策）。
平成6年には社会教育施設としても使用できるよう、多目的スペースが増設された。その他、障害者用トイレ整備済み。

## 所在地
宝塚市安倉北5丁目1-5
- 交通機関の場合、阪急電鉄逆瀬川駅東ロータリーから阪急バスに乗り、安倉停留所下車。
- 車の場合、中国自動車道宝塚ICから国道176号を東へ行き、安倉中交差点を左折してすぐ。

## 通学区域が隣接している学校
- 宝塚市立安倉小学校
- 宝塚市立小浜小学校
- 宝塚市立長尾小学校
- 伊丹市立天神川小学校